# Рязанская агломерация
Ряза́нская агломера́ция — моноцентрическая городская агломерация в Рязанской области России с центром в Рязани, представляющая собой многокомпонентную систему с интенсивными производственными, транспортными и культурными связями, включая наличие маятниковой миграции населения в пределах одних суток.

## Состав
В состав Рязанской агломерации входят 6 муниципальных образований Рязанской области: городской округ Рязань, а также Клепиковский, Пронский, Рыбновский, Рязанский и Спасский муниципальные районы общей площадью 10 790,09 км².
| МО                 | Площадь, км² | Население, чел. | Плотность, чел./км² |
| ------------------ | ------------ | --------------- | ------------------- |
| Рязань             | 224,16       | 520 509         | 2322,04             |
| Клепиковский район | 3238,35      | 20 755          | 6,41                |
| Пронский район     | 1069,6       | 29 852          | 27,91               |
| Рыбновский район   | 1404,38      | 38 941          | 27,73               |
| Рязанский район    | 2169,9       | 63 439          | 29,24               |
| Спасский район     | 2683,7       | 24 415          | 9,1                 |
| Итого              | 10 790,09    | 697 911         | 64,68               |

## История
Согласно утверждённой приказом регионального Минтранса от 20 декабря 2017 года «Актуализированной комплексной схеме организации транспортного обслуживания населения общественным транспортом Рязанской агломерации» в её состав, помимо городского округа Рязани, вошли также Клепиковский, Пронский, Рыбновский, Рязанский и Спасский районы Рязанской области; что было подтверждено затем и в «Программе комплексного развития транспортной инфраструктуры муниципального образования — городской округ Рязань на 2021—2026 годы» в редакции 2023 года.
Согласно внесённым в 2022 году изменениям в «Стратегию социально-экономического развития Рязанской области до 2030 года» к зоне развития агломерации были также отнесены Захаровский и Старожиловский районы.

## Население
По результатам переписи 2020—2021 годов население агломерации составляло 706 001 человек.